# Mérititès Ire
Mérititès Ire, signifiant « Bien-aimée de son Père » est une possible fille de Snéfrou et une des épouses de Khéops avec lequel elle eut plusieurs enfants dont le fils aîné Kaouab Ier et la fille Hétep-Hérès II. Elle est donc une princesse puis reine de la IVe dynastie.
Auguste Mariette a relevé sur une stèle à Gizeh que Mérititès Ire est considérée comme la favorite de Snéfrou et de Khéops :

« La femme du roi, sa bien-aimée, dévouée à Horus, Mérititès. La femme du roi, sa bien-aimée, Mérititès ; bien-aimée du favori des deux déesses ; celle qui dit n'importe quoi et c'est fait pour elle. Grande en faveur de Snéfrou ; grande en faveur de Khoufou, consacré à Horus, honoré sous Khafrê. Mérititès »

— Breasted.
Mérititès détenait les titres : « le grand sceptre de Snéfrou » (wrt-hetes-nt-snfrw), « l'épouse du roi, sa bien-aimée » (hmt-nisw meryt.f), « l'hôtesse d'Horus » (kht-hrw) et « l'épouse et la bien-aimée des Deux Dames » (sm3yt-mry-nbty), « le grand sceptre de Khoufou » (wrt-hetes-nt-khwfw).

## Généalogie
Il est possible qu'elle soit l'une des filles de Snéfrou.
Mérititès Ire est également l'une des épouses de Khéops.
Mérititès Ire est la mère de Kaouab Ier et de Hétep-Hérès II. Il est également possible qu'elle soit la mère de Hordjédef, Mérésânkh II et Mérititès. Certains ont également vu en elle la possible mère de l'un des successeurs de Khéops, à savoir Djédefrê et Khéphren mais ceci est très hypothétique.

## Sépulture
La pyramide G1A (la plus septentrionale des trois petites pyramides à l'est de la Grande Pyramide de Gizeh) était d'abord considérée comme appartenant à Mérititès Ire, mais on pense maintenant qu'elle appartient à la mère de Khéops, Hétep-Hérès Ire.
Certains égyptologues lui attribuent, comme sépulture, la pyramide G1B du complexe funéraire de Khéops. Les pyramides des reines étaient souvent construites au sud de la pyramide du roi, mais une carrière située au sud de la pyramide de Khéops a provoqué le déplacement vers l'est des pyramides plus petites. George Andrew Reisner data la construction de la pyramide de Mérititès Ire vers l'an quinze du règne de Khéops. La construction de sa pyramide aurait commencé très peu de temps après la construction de la pyramide G1A. Les trois pyramides des reines font partie du cimetière Est de Gizeh, qui comprend également quelques mastabas royaux.
Il y avait un petit temple mortuaire et une fosse à bateaux qui y était associée. Cependant, aucun bateau n'a été trouvé dans la fosse à bateaux creusée dans le roc. Le temple mortuaire était décoré de scènes. Des fragments de relief provenant d'une fausse porte et de murs ont été récupérés lors des fouilles. Le titre de reine a été conservé dans un fragment aujourd'hui conservé au Museum of Fine Arts de Boston (27.1321). D'autres fragments comprennent des parties d'une liste d'offrandes, des hommes apportant des offrandes et des animaux, et une barque qu'on pagaie.